# Михаил Димев
Михаил Димев Кьосев, наричан Мише Кьосето, е български революционер, битолски селски войвода на Вътрешната македоно-одринска революционна организация.

## Биография
Михаил Димев е роден на 15 август 1878 година в Битоля, тогава в Османската империя. Получава основно образование и става член на ВМОРО през 1898 година. Участва в терористичната група на Иван Кафеджията. От 1901 година е градски войвода, а през Илинденско-Преображенското въстание е войвода на чета и участва в сражения при Смилево. След потушаването на въстанието Михаил Димев става член на околийския комитет на ВМОРО в Битоля. По време на Хуриета през 1910 година е арестуван и осъден на 15 години затвор, но скоро след това е амнистиран. От 1911 година подновява революционната си дейност и е избран за член на Битолския окръжен революционен комитет.
Погребан е в гробището в двора на църквата „Света Неделя“ в Битоля.
1. ↑  Николов, Борис Й. ВМОРО: Псевдоними и шифри 1893-1934.   София, Издателство „Звезди“, 1999. ISBN 954-9514-17. с. 67.
2. ↑  Спомени на Георги Попхристов
3. ↑  Николов, Борис Й. Вътрешна македоно-одринска революционна организация: Войводи и ръководители (1893-1934): Биографично-библиографски справочник.   София, Издателство „Звезди“, 2001. ISBN 954-9514-28-5. с. 108.
4. ↑  Пелтеков, Александър Г. Революционни дейци от Македония и Одринско. Второ допълнено издание.   София, Орбел, 2014. ISBN 9789544961022. с. 305.